# Кордон (Коченевський район)
Кордон (рос. Кордон) — населений пункт у Коченевському районі Новосибірської області Російської Федерації.
Входить до складу муніципального утворення Прокудська сільрада. Населення становить 1 особа (2010).

## Історія
Згідно із законом від 2 червня 2004 року органом місцевого самоврядування є Прокудська сільрада.

## Населення
| 2002 | 2007 | 2010 |
| ---- | ---- | ---- |
| 7    | ↘3   | ↘1   |